# Ácido 4-hidroxibenzoico
Ácido 4-hidroxibenzoico ou ácido para-hidroxibenzoico é um isômero do ácido salicílico.
Seus ésteres, os parabenos, tem várias aplicações, sendo usados em protetores solares, repelentes de insetos e pastas de dentes.